# Капитуляция Дорнбирна
Капитуляция Дорнбирна состоялась в ноябре 1805 года, когда изолированный у Боденского озера превосходящими силами французов, австрийский полководец Франц Елачич сдался со своим корпусом.
Дорнбирн расположен в современной австрийской провинции Форарльберг, примерно в 12 км к югу от Брегенца на восточной оконечности Боденского озера.

## Операция
Наполеон поставил перед 7-м армейским корпусом маршала Ожеро задачу сосредоточить свои силы в районе Фрибура, и отрезать возможное отступление эрцгерцога Фердинанда в Швейцарию. 25 октября корпус выдвинулся к Кемптену, и к середине ноября достиг реки Инн. 13 ноября, после длительных маршей, 7-й корпус прибыл в Тироль, где в Дорнбирне укрылся фельдмаршал Елачич, ранее вырвавшийся из под Ульма. Австрийцы были настолько деморализованы, что не пытались ни сопротивляться, ни отступать. 14 ноября они подписали капитуляцию, которую французский маршал Ожеро утвердил на следующий день. Согласно этой капитуляции 4058 австрийских солдат (фельдмаршал Елачич, три генерала, 160 офицеров и 3895 солдат) сложили оружие и знамёна (всего семь знамён) и под конвоем французских войск были препровождены до богемской границы. Далее они были отпущены на свободу при условии, что в течение года не будут участвовать в боевых действиях ни против Франции, ни против Итальянского королевства. Успешные действия корпуса были отмечены в 30-м бюллетене Великой Армии.

## Состав войск
Французы
- 7-й армейский корпус (маршал Пьер Ожеро)
  - 1-я пехотная дивизия (дивизионный генерал Жак Дежарден)
    - 1-я бригада (бригадный генерал Пьер Лаписс)
      - 16-й полк лёгкой пехоты (полковник Жан Арисп)

    - 2-я бригада (бригадный генерал Максимильен Ламарк)
      - 44-й полк линейной пехоты (полковник Адриан Содёр)
      - 105-й полк линейной пехоты (полковник Пьер Абер)

    - 3-я бригада (бригадный генерал Жан-Пьер Ожеро)
      - 7-й конно-егерский полк (полковник Аделаид Лагранж)

  - 2-я пехотная дивизия (дивизионный генерал Морис Матьё)
    - 1-я бригада (бригадный генерал Жак Саррю)
      - 7-й полк лёгкой пехоты (полковник Жозеф Буайе)

    - 2-я бригада (бригадный генерал Жан Сарразен)
      - 24-й полк линейной пехоты (полковник Жан-Батист Семле)

    - 3-я бригада (бригадный генерал Жан-Франсуа Менар)
      - 63-й полк линейной пехоты (полковник Марк-Антуан Лакюэ)

Австрийцы
- пехотный корпус (фельдмаршал Франц Елачич)
  - 2-й егерский батальон
  - 50-й пехотный полк Штайна (3 батальона)
  - 62-й пехотный полк Франца Елачича (3 батальона)
  - гренадерский батальон 58-го пехотного полка Больё
  - комбинированный батальон